# Castillo de Montesa
El castillo de Montesa, en la provincia de Valencia (España), fue la sede de la Orden de Montesa, y está situado en la cumbre del montículo que domina la villa, donde están las ruinas de su histórico castillo. Fue calificado como uno de los más fuertes del Reino de Valencia por sus gruesos muros, fuertes torres y espaciosa plaza de armas, en la que se dice podían formar hasta 2000 hombres. Su estilo arquitectónico es el gótico valenciano.
En su interior se encontraban el convento, la iglesia de la Orden, el palacio del Maestre, los cuarteles, etc. Fue centro y refugio de los musulmanes disidentes hasta que en abril de 1277 el rey Pedro III de Aragón consiguió tomar el castillo por asalto.

## Historia
Tras haber sido donado por el rey Jaime II de Aragón a la recién creada Orden que llevaría el mismo nombre de Montesa, el recinto del castillo fue reconstruido y ampliado. En 1347 la Orden de Montesa compró a Pedro IV de Aragón numerosas villas y castillos, con lo que la Orden pasó a ser dueña del Maestrazgo.
De estilo gótico, la fortificación fue totalmente renovada, de acuerdo con las nuevas funciones que debía desempeñar, ya que se convirtió en casa madre de la Orden, donde los monjes-caballeros seguían la regla de san Benito. El nombre completo del castillo era Sagrado y Real Convento de la Orden de Santa María de Montesa y San Jorge de Alfama.
Los Reyes Católicos incorporaron al patrimonio de la Corona los maestrazgos de las órdenes de Santiago, Calatrava y Alcántara, a fin de mermar el poderío de las mismas, pero el maestre de la Orden de Montesa continuó con grandes honores y privilegios y siguió actuando de modo independiente.

## El castillo y la Orden de Montesa
El origen de la Orden de Montesa fue la intención de Jaime II de proteger al Reino de Valencia, y aprovechando la disolución de la Orden del Temple, llevada a cabo por el papa Clemente V en 1311, fundó una nueva orden militar en su sustitución, que heredó todos sus bienes. Esto lo consiguió de la mano de Juan XXII, quien extendió una bula por la que se creaba la Orden de Montesa el 10 de junio de 1317. Según esta bula, se establecía en el castillo un convento, filial de la Orden de Calatrava, pero finalmente, esto no se cumplió, y fue dotada con los bienes de la extinta Orden del Temple, y con los de la Orden Hospitalaria. Como se trataba de un convento de filiación cisterciense, fueron el abad de Santes Creus y el de Valldigna los encargados de la formación y elección del prior del convento de Montesa, mientras que el Papa se reservaba el derecho de nombrar al primer maestre de Montesa. Sus sucesores serían ya elegidos por la misma comunidad.

## Destrucción del castillo
El terremoto del 23 de marzo de 1748 ocasionó el derrumbamiento de gran parte del castillo. Siete años más tarde, el 1 de noviembre de 1755, y durante la celebración de la eucaristía, se produjo un nuevo movimiento sísmico que provocó el pánico entre los oficiantes y fieles que llenaban la iglesia del castillo. Y tras esos sucesos el castillo quedó abandonado, aunque sus restos fueron declarados monumento arquitectónico-artístico en 1926, durante el reinado de Alfonso XIII.

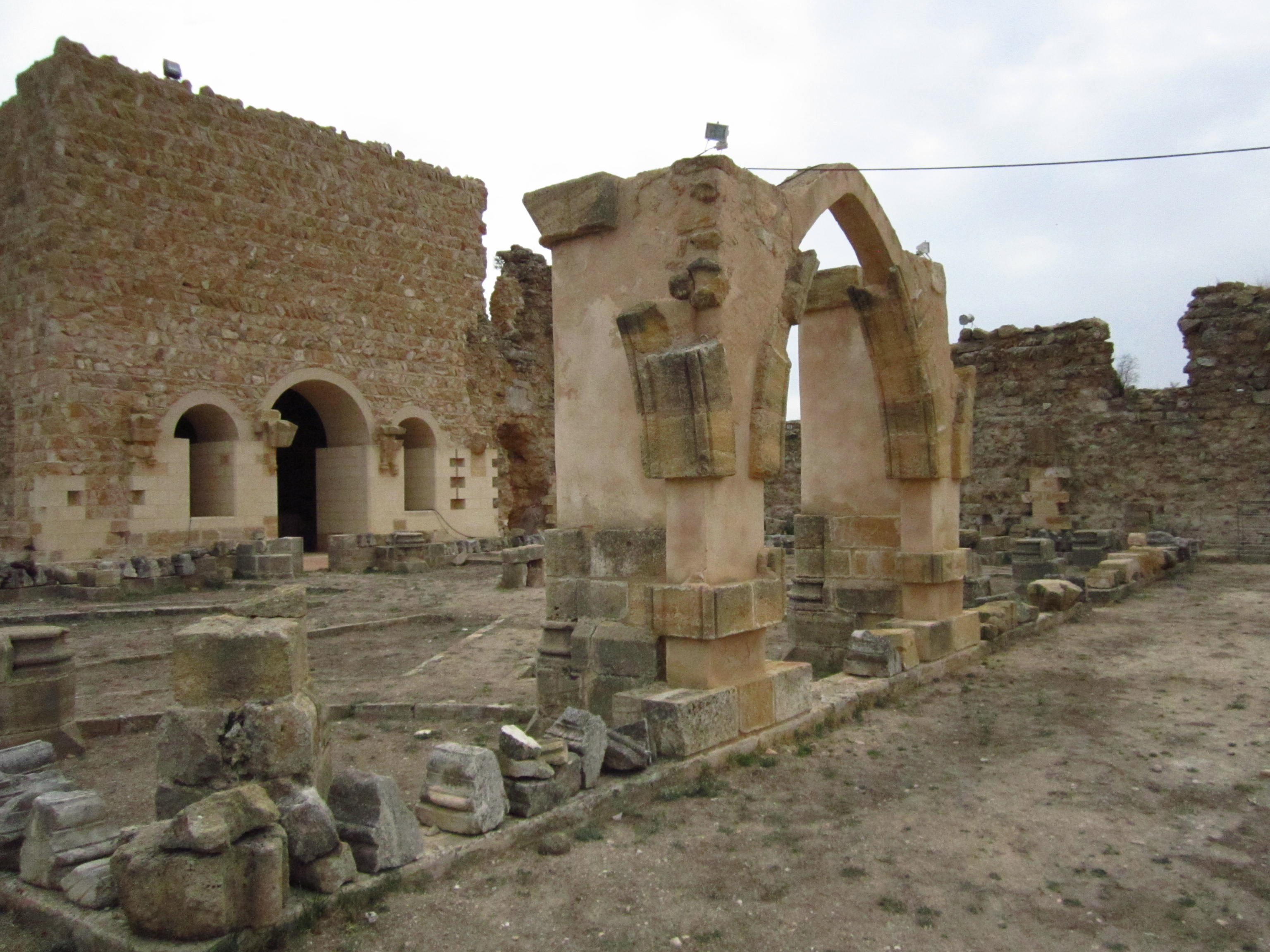
Vista parcial de la restaurada sala capitular

A finales del siglo XX y principios del siglo XXI se realizaron diversos trabajos arqueológicos, seguidos de obras de consolidación e incluso restauración, cuyo pináculo fue la reconstrucción de la sala capitular del castillo.